# Liste der Bodendenkmale in Simonsberg
In der Liste der Bodendenkmale in Simonsberg sind die Bodendenkmale der Gemeinde Simonsberg nach dem Stand der Bodendenkmalliste des Archäologischen Landesamts Schleswig-Holstein von 2016 aufgelistet. Die Baudenkmale sind in der Liste der Kulturdenkmale in Simonsberg aufgeführt.
| Denkmal-ID           | Befundart | Bezeichnung                      | Zeitstellung | Lage | Bemerkungen | Bild |
| -------------------- | --------- | -------------------------------- | ------------ | ---- | ----------- | ---- |
| aKD-ALSH-Nr. 001 582 | Siedlung  | Warft/Deichsiedlung „Kirchwarft“ |              |      | Warft       |      |